# Ula, Vestfold
Ula är en tidigare tätort i Larviks kommun i Vestfold fylke i sydöstra Norge. Orten ligger vid änden av fylkesväg 3014, vid den inre delen av Skagerrak, sydöst om staden Larvik.
Sedan 2003 räknas orten inte längre som en tätort.
Tidigare har orten tillhört dåvarande Tjøllings kommun.